# Tenzin Dhardon Sharling
Tenzin Dhardon Sharling, née le 23 septembre 1981 en Inde, est une personnalité politique et universitaire tibétaine.

## Biographie
Tenzin Dhardon Sharling est née le 23 septembre 1981 en Inde. 
Elle est élève du Village d'enfants tibétains SOS TCV Bylakuppe. 
Elle  est titulaire d'une maîtrise en journalisme de Chennai. 
Elle a obtenu un autre diplôme de maîtrise ès arts au Royaume-Uni et poursuit actuellement son doctorat. 
À partir de 2009, elle est membre exécutif central de l'Association des femmes tibétaines en exil et à partir de 2009; elle est la présidente du Réseau international pour le Tibet. Elle a été élue députée de la 15e et a également été élue de la 16e assemblée du Parlement tibétain en exil. 
En juin 2016, elle a été proposée comme ministre de l'Information par le sikyong Lobsang Sangay. Le Parlement a approuvé la proposition, mais a constaté plus tard qu'elle ne remplissait pas tout à fait l'exigence d'âge de 35 ans de la Charte des Tibétains en exil. Sangay a dû la renvoyer de son cabinet pour cette raison. Dès qu'elle a eu 35 ans le 23 septembre, Sangay l'a proposée au Parlement pour le poste de ministre de l'Information le 24 septembre, mais elle a été rejetée. Sangay a alors nommé Dhardon au poste de secrétaire à l'information.
Le 7 décembre 2018, Dhardon Sharling demande à démissionner du poste de secrétaire à l'information de l'administration centrale tibétaine à Dharamshala en Inde pour poursuivre ses études de doctorat à l'Université du Massachusetts à Amherst. Le Cabinet de l'administration centrale tibétaine a approuvé sa démission le 12 décembre, qui prendra effet le 11 janvier.
Son expérience professionnelle porte dans le domaine de la justice sociale intersectionnelle. Elle est une des auteures de The Power of the Feminine: Facing Shadow Evoking Light  (2020, Human Foundation: Egypt), et de A Force Such as the World Has Never Known: Women Creating Change, (2013, Publication Innana : Canada). À l'Université du Massachusetts à Amherst, Sharling est candidate au doctorat au Département de communication et poursuit également un certificat d'études supérieures en études féministes au département d'études sur les femmes, le genre et la sexualité. Elle enseigne la prise de parole en public et l'écriture en tant que communication aux étudiants de premier cycle à l'Umass.  Sharling prépare son premier livre Theorizing a Female Dalai Lama: An Intersectional Tool for Feminisms  dont un chapitre du livre est publié dans Anthropology of Consciousness (en) en 2022.

## Publications
- Finding Hope in the Darkest of Days, and Focus in the Brightest: The Dalai Lama’s Approach to Promoting Human Values
- Theorizing a Female Dalai Lama: An Intersectional Tool for Feminisms, DOI 10.1111/anoc.12146